# Return To Zero

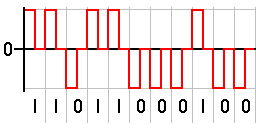
Le signal binaire est codé en Return To Zero avec une modulation d'amplitude à pulse rectangulaire

Le Return To Zero (retour-à-zéro en français) (RZ) est une méthode de codage en ligne à 2 niveaux utilisée dans la télécommunication dans lequel le signal retourne à la valeur zéro après chaque pulse, même s'il y a une succession de deux zéros ou de uns binaires. 
Le signal est lui-même son signal d'horloge. Cependant, le RZ consomme le double de la bande passante qui permet d'atteindre le même débit comparé au format Non Return to Zero (NRZ).
Le retour à zéro du signal se trouve typiquement au milieu de la période symbole, que ce soit pour le "0" binaire ou le "1" binaire.
Bien que le RZ contient un facteur de synchronisation, il comporte une composante continue (DC) lorsqu'il y est une longue séquence de bits "0" ou de "1", exactement comme le codage en ligne NRZ.

## Le retour-à-zéro-inversé dans la communication optique
Le Return To Zero Inverted (RZI) est une méthode de mapping pour la transmission.
Le RZI - contrairement au RZ - génère un pulse (d'une durée moindre que le temps bit) si le bit est 0, et ne génère aucun pulse si le bit est 1. Il est utilisé avec une largeur de pulse égale à 3/16 du temps bit dans la spécification de la couche physique du standard de communication série infrarouge IrDA (SIR).